# 皮赛地区苏热尔
皮赛地区苏热尔（法語：Sougères-en-Puisaye，法語發音：[suʒɛʁ ɑ̃ pɥizɛ] ⓘ）是法国勃艮第-弗朗什-孔泰大区约讷省的一个市镇，属于欧塞尔区。

## 地理
皮赛地区苏热尔（47°33'33"N, 3°19'42"E）面积26.5 平方千米，位于法国勃艮第-弗朗什-孔泰大區约讷省，该省份为法国中北部内陆省份，西接卢瓦雷省，西北接塞纳-马恩省，南至涅夫勒省，东临科多尔省，东北与奥布省接壤。
与皮赛地区苏热尔接壤的市镇（或旧市镇、城区）包括：埃泰拉索万、德吕莱贝勒方丹、兰村、兰塞克、瑟芒特龙、蒂里、莱欧德福泰尔。
皮赛地区苏热尔的时区为UTC+01:00、UTC+02:00（夏令时）。

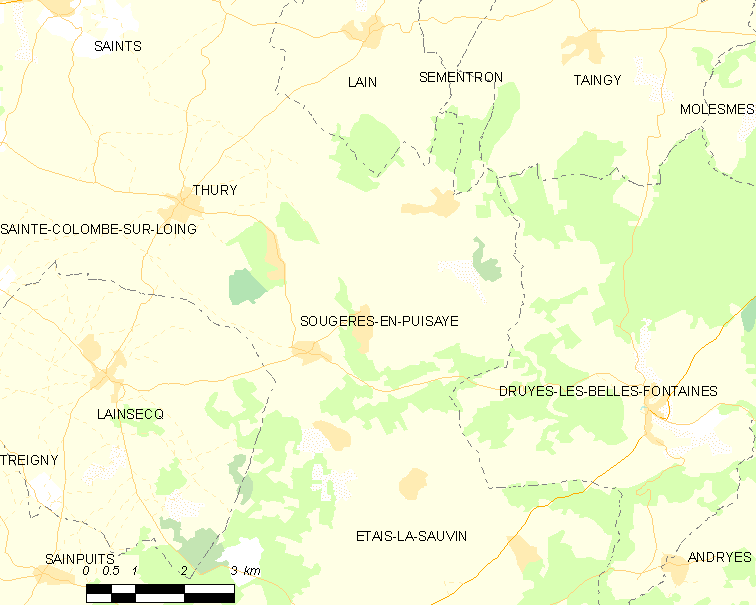
皮赛地区苏热尔的OSM定位图

## 行政
皮赛地区苏热尔的邮政编码为89520，INSEE市镇编码为89400。

## 政治
皮赛地区苏热尔所属的省级选区为万塞勒县。

## 人口

1962-2008年间皮赛地区苏热尔人口变化图示

皮赛地区苏热尔于2022年1月1日时的人口数量为298人。